# Terrell Suggs
Terrell Raymonn Suggs (Minneapolis, 11 ottobre 1982) è un giocatore di football americano statunitense, attualmente free agent.
Fu scelto dai Baltimore Ravens come decimo assoluto nel Draft NFL 2003 dopo aver giocato al college a football per la Arizona State University. È il leader di tutti i tempi della franchigia con 132,5 sack ed è stato premiato come difensore dell'anno nel 2011.

## Carriera professionistica

### Baltimore Ravens
Suggs ebbe un successo immediato come rookie nel 2003 pareggiando il record NFL per sack messi a segno nelle prime quattro partite. Egli finì la stagione con 27 tackle (19 solitari), 12 sack (record dei Ravens per un rookie), 6 fumble forzati, 2 passaggi deviati e 1 intercetto, facendogli guadagnare il titolo di rookie difensivo della stagione malgrado avesse iniziato come titolare una sola partita.
La stagione seguente fu selezionato per il suo primo Pro Bowl registrando 10,5 sack e 60 tackle (45 solitari).
Nel 2005, il nuovo coordinatore difensivo dei Ravens Rex Ryan, figlio del famoso coordinatore difensivo Buddy Ryan, spostò Suggs da outside linebacker a defensive end in molti schemi difensivi. Malgrado il minimo in carriera di 8 sack, Suggs stabilì il suo nuovo record in carriera di tackle con 69 (46 solitari) ed intercetti con 2.

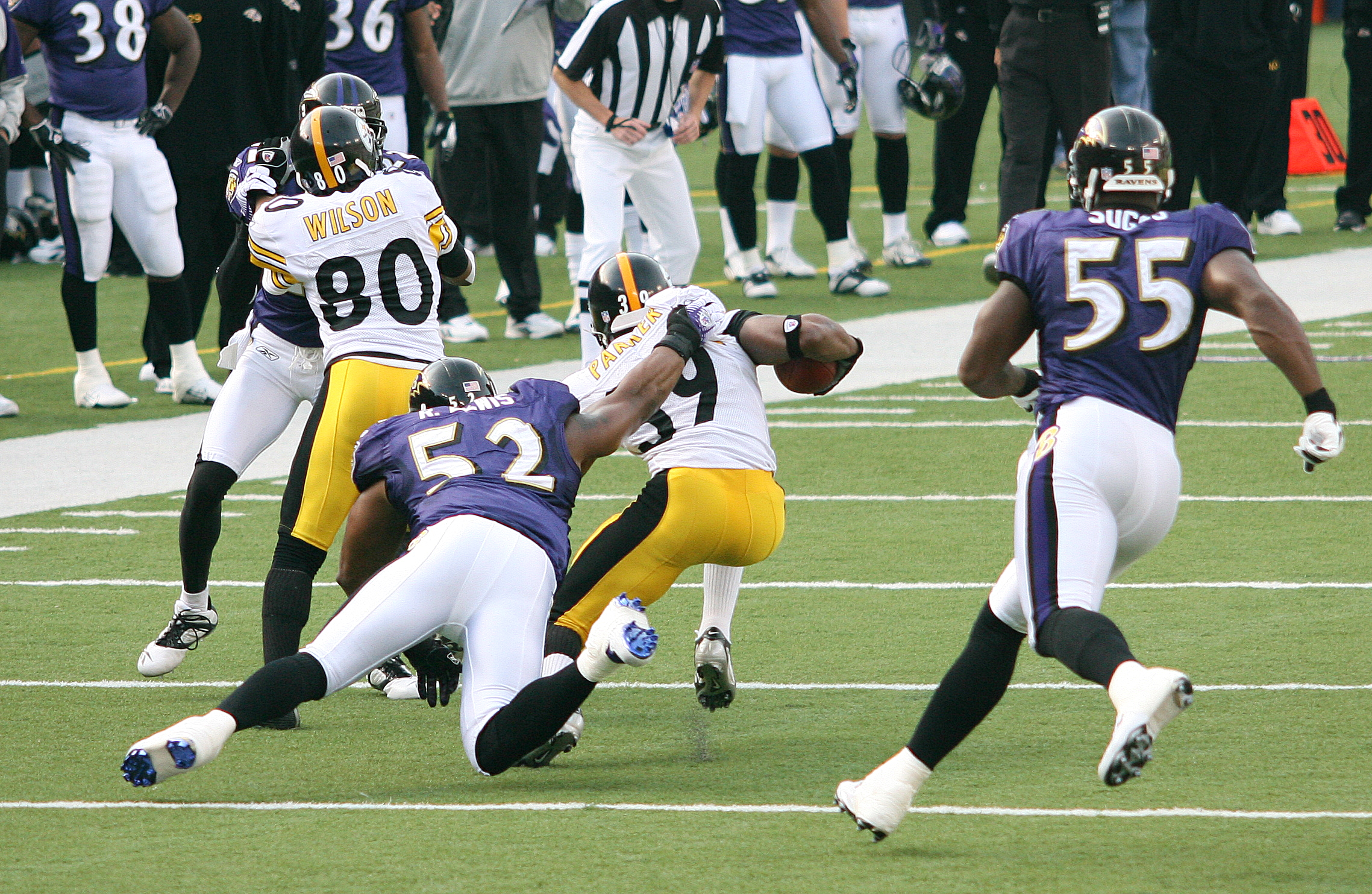
Suggs (55) e Ray Lewis.

Nel 2006 Suggs fu parte della miglior difesa della NFL, la quale concesse solo 12,6 punti per gara. Fece registrare 64 tackle (46 solitari), 9,5 sack e il nuovo primato in carriera di passaggi deviati con 8. Dopo la stagione fu selezionato per i Pro Bowl per la seconda volta. Grazie al suo contributo i Ravens terminarono la stagione 13-3.  uggs partì nove volte come defensive end destro nella difesa 4-3 mentre le altre sette volte giocò nella difesa 3-4.
Nel 2007, Suggs mise a segno 80 tackle (52 solitari) e 5 sack ma i Ravens precipitarono a un bilancio 5-11. Come la stagione precedente, Suggs giocò sia come defensive end che come linebacker.
Il 19 febbraio 2008, i Ravens usarono la franchise tag su Suggs. Egli inizialmente protestò poiché la società l'aveva classificato come LB piuttosto che come DE, da cui sarebbe risultata una differenza di 800.000 dollari. Malgrado l'insoddisfazione per la franchise tag, Suggs il 13 maggio 2008 egli raggiunse un accordo con la squadra.

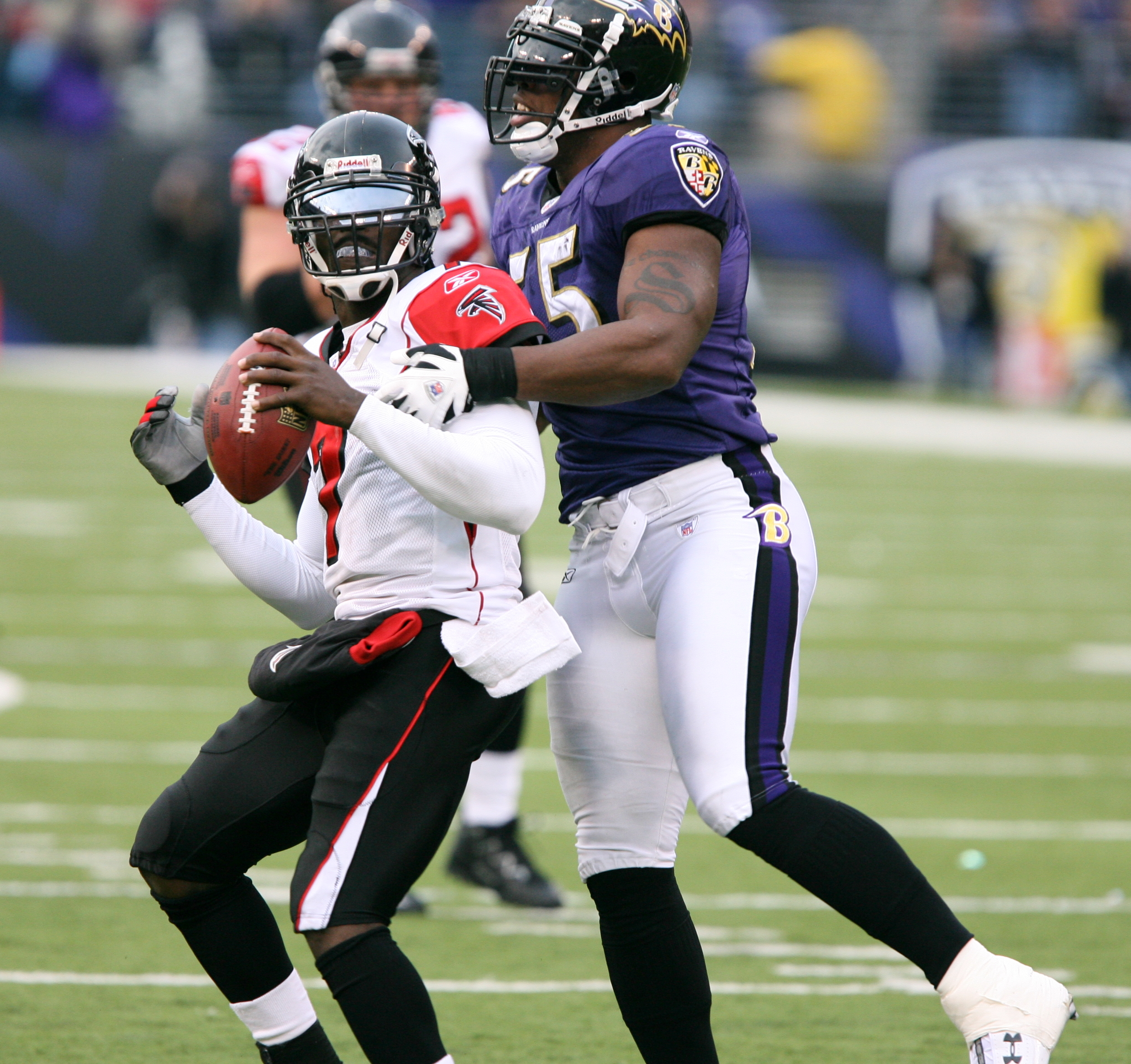
Suggs (destra) e Michael Vick degli Atlanta Falcons nel 2006.

Nella settimana 7 della stagione 2008, Terrell Suggs intercettò un passaggio di Chad Pennington dei Miami Dolphins che ritornò per un touchdown di 44 yard, il primo della sua carriera. Due settimane dopo intercettò Derek Anderson dei Cleveland Browns segnando il touchdown che siglò la vittoria della partita. Alla fine della stagione fu selezionato per il suo terzo Pro Bowl dopo aver prodotto 68 tackle (53 solitari), 2 fumble forzati e 8 sack con 2 intercetti, il record in carriera di passaggi deviati con 9 e 2 touchdown. Durante i playoff 2008-2009, Suggs mise a segno dei sack in ognuna delle tre partite giocate dai Ravens, incluse due nella finale della AFC su Ben Roethlisberger, che subì spesso i sack di Suggs nel corso degli anni.
Il 18 febbraio 2009,i Ravens applicarono nuovamente la franchise tag. Il 15 luglio 2009, i Ravens lo firmarono per un contratto di 6 anni del valore di 62.5 milioni di dollari, facendone il linebacker più pagato della storia.
La stagione 2009 non fu produttiva per Suggs che registrò il suo minimo di sack con 4,5. Giocando sopra il suo normale peso forma, egli mancò le prime tre partite a causa di un infortunio causatogli dal quarterback Brady Quinn. Nel turno delle wild Card contro i New England Patriots, Suggs mise a segno un sack e forzò un fumble diTom Brady, aiutando i Ravens a vincere 33–14.
Nel 2010, Suggs mise a segno 68 tackle (53 solitari), 11,5 sack, 2 fumble forzati e 2 passaggi deviati. Nella vittoria nei playoff contro i Kansas City Chiefs nel turno delle wild card fece registrare 4 tackle solitari e due sack. Contro gli Steelers nel divisional round mise a segno 6 tackle (5 solitari), un record in carriera di 3 sack ed un fumble forzato che fu recuperato e ritornato in touchdown da Cory Redding.

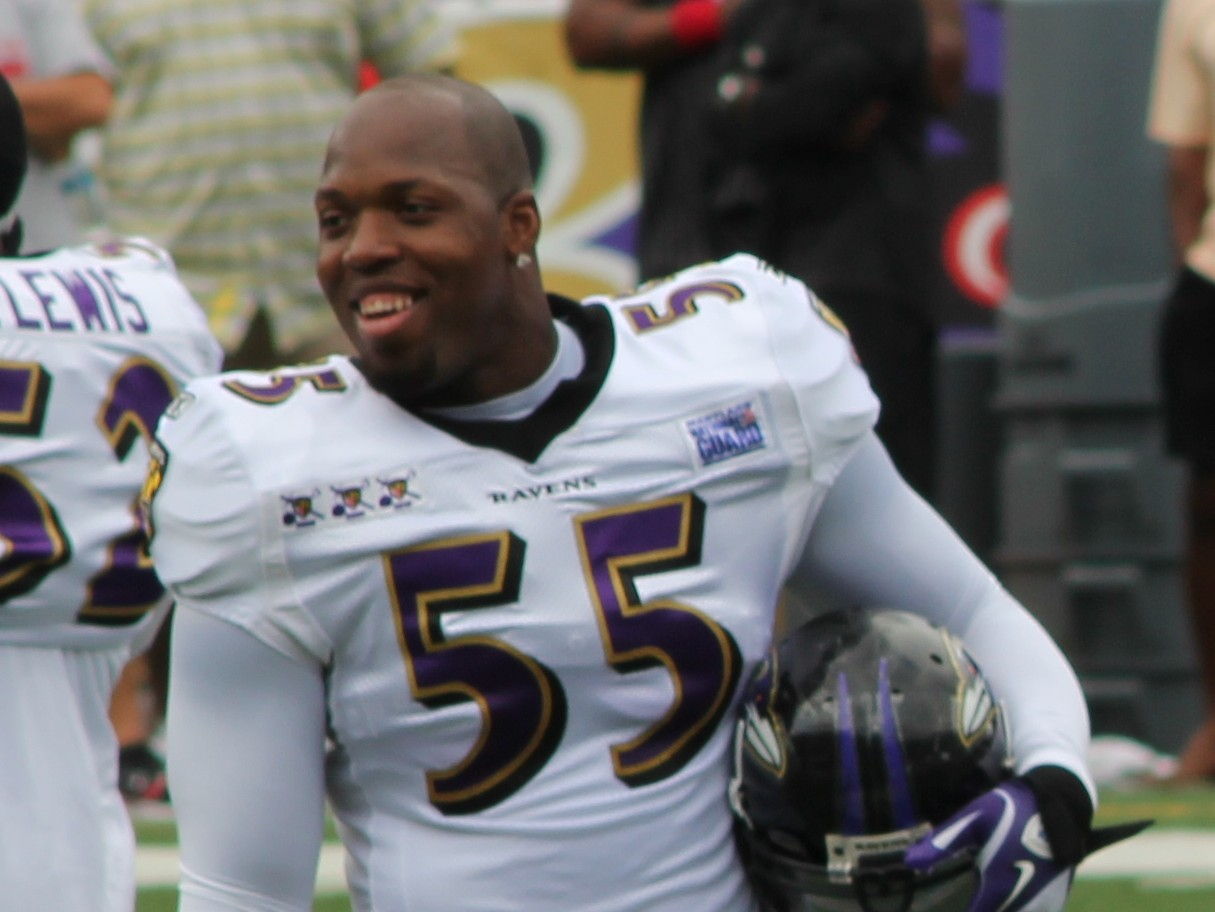
Suggs nel 2011.

La stagione 2011 fu una delle sue migliori. Fu selezionato per il Pro Bowl ed inserito nella formazione ideale della stagione, oltre ad essere votato miglior difensore della AFC del mese di dicembre. Il 4 febbraio 2012, fu annunciato che Suggs aveva vinto il premio di miglior difensore dell'anno della NFL dopo aver registrato 14 sack, 7 fumble forzati e 2 intercetti. Inoltre, il giocatore fu votato all'11º posto nella NFL Top 100, l'annuale classifica dei migliori cento giocatori della stagione.
Il 3 maggio 2012, durante il normale programma di allenamenti pre-stagionali disputati in Arizona, Suggs si ruppe il tendine d'achille, infortunio che avrebbe dovuto costargli, se le prime valutazioni, l'intera stagione 2012. Dopo i gravi infortuni a Ray Lewis e Lardarius Webb invece, Suggs tornò nel roster attivo già alla vigilia della gara della settimana 7 contro gli Houston Texans. Il giocatore partì come titolare malgrado tre soli allenamenti nelle gambe mettendo a segno 4 tackle e un sack su Matt Schaub, non riuscendo ad evitare però la netta sconfitta ai Ravens. Il secondo sack lo mise a segno su Philip Rivers dei Chargers nella vittoria della settimana 12.
Dopo aver battuto facilmente gli Indianapolis Colts nel primo turno di playoff, il 12 gennaio 2013, in uno Sports Authority Field at Mile High congelato, andò in scena una delle partite più memorabili della storia dei playoff NFL. Contro i Denver Broncos, sotto di sette punti a un minuto dal termine, i Ravens riuscirono prima a impattare la gara e poi a vincere grazie a un field goal dopo due tempi supplementari. Suggs terminò la gara con 10 tackle e 2 sack su Peyton Manning. Nella finale della AFC Baltimore batté in trasferta i Patriots qualificandosi per il secondo Super Bowl della storia della franchigia. Terrell concluse quella gara con 7 tackle. Il 3 febbraio 2013, Suggs partì come titolare nel Super Bowl XLVII contribuendo con 2 tackle alla vittoria dei Ravens sui San Francisco 49ers per 34-31, laureandosi per la prima volta campione NFL. A fine anno fu classificato al numero 56 nella classifica dei migliori cento giocatori della stagione.
Nella prima gara della stagione 2013, Suggs mise a segno un sack su Peyton Manning ma i Ravens furono sconfitti nettamente dai Broncos. Un altro sack lo mise a referto la settimana successiva nella vittoria sui Browns e il terzo consecutivo contro i Texans. Con tre sack nella vittoria della settimana 5 sui Dolphins, Suggs arrivò a quota 7 in stagione. Il 27 dicembre fu premiato con la sesta convocazione al Pro Bowl in carriera. La sua annata si concluse con 80 tackle e 10 sack, venendo votato al 26º posto nella NFL Top 100 dai suoi colleghi.
Il 16 febbraio 2014, Suggs firmò un'estensione contrattuale coi Ravens che lo vedrà guadagnare 12 milioni di dollari nella prima annata e 21 nelle prime tre. Nella settimana 7 mise a segno un sack su Matt Ryan che diede luogo a una safety, contribuendo alla quarta vittoria nelle ultime cinque gare di Baltimore. Nella dodicesima stagionale, Suggs divenne il 31º giocatore della storia a totalizzare 100 sack in carriera, il primo della storia dei Ravens. Nel quindicesimo turno fece registrare un massimo stagionale di 2,5 sack su Blake Bortles dei Jaguars, arrivando a quota 11. Il 3 gennaio 2015, i Ravens ottennero la loro prima vittoria nei playoff a Pittsburgh superando gli Steelers vincitori della division per 30-17, con Suggs che nel secondo tempo intercettò Ben Roethlisberger, dalla cui azione successiva Baltimore segnò un touchdown, prendendo il largo nel punteggio.
Suggs aprì la stagione 2017 con due sack, due fumble forzati e un passaggio deviato nella vittoria sui Bengals. A fine stagione fu convocato per il suo settimo Pro Bowl, la prima selezione dal 2013.

### Arizona Cardinals
Il 13 marzo 2019, Suggs firmò un contratto di un anno del valore di 7 milioni di dollari con gli Arizona Cardinals. Debuttò con la nuova maglia nel primo turno contro i Detroit Lions mettendo a segno 2 sack su Matthew Stafford nel pareggio per 27-27. La settimana successiva fece ritorno a Baltimora per la prima volta da avversario con il pubblico che gli tributò una standing ovation mentre entrava in campo. Nella settimana 4 contro i Seattle Seahawks mise a segno 1,5 sack su Russell Wilson nella sconfitta per 27-10. Il 13 dicembre 2019, Suggs fu svinconato dai Cardinals.

### Kansas City Chiefs
Il 16 dicembre 2019, Suggs firmò con i Kansas City Chiefs. Nell'ultimo turno con un sack superò DeMarcus Ware all'ottavo posto nella classifica di tutti i tempi. Il 2 febbraio 2020 scese in campo nel Super Bowl LIV contro i San Francisco 49ers che i Chiefs vinsero per 31-20, conquistando il primo titolo dopo cinquant'anni. Nella finalissima mise a segno due tackle, vincendo il suo secondo anello.

## Palmarès

### Franchigia
- Super Bowl : 2

Baltimore Ravens: XLVII
Kansas City Chiefs: LIV
- American Football Conference Championship: 2

Baltimore Ravens: 2012
Kansas City Chiefs: 2019

### Individuale
- Miglior difensore dell'anno della NFL: 1

2011
- Convocazioni al Pro Bowl: 7

2004, 2006, 2008, 2010, 2011, 2013, 2017
- First-team All-Pro: 1

2011
- Second-team All-Pro: 1

2008
- Miglior difensore rookie dell'anno (2003)
- PFWA All-Rookie Team - 2003

- Difensore del mese della AFC: 2

novembre 2010, dicembre 2011
- Leader della NFL in fumble forzati: 1

2011
- NFL Butkus Award: 1

2011 (condiviso con DeMarcus Ware)
- Club dei 100 sack
- Consensus All-American (2002)
- Bronko Nagurski Trophy (2002)
- Ted Hendricks Award (2002)
- Lombardi Award (2002)
- Bill Willis Trophy (2002)

### Record di franchigia dei Baltimore Ravens
- Maggior numero di sack in carriera (132,5)
- Maggior numero di fumble forzati in carriera (35)